# Kisvarsányi meteorit
A Kisvarsány egy 1914-ben Magyarországon hullott meteorit nemzetközi neve.

## Főbb jellemző adatai
A Kisvarsány meteorit 1914. május 24-én hullott le a Szabolcs megyei Kisvarsány község határában.

## A meteorit típusa
Az ásványain végzett kémiai összetétel (Mg/Fe arány) alapján a kisvarsányi kondritos meteorit az L6 típusba sorolható be. Típusát tekintve tehát rokona a Mócs, Mike és Ófehértó kondritos meteoritoknak.

## Külső hivatkozások
- A Kisvarsány L6 kondrit ásványos összetételének adatai.
- A magyarországi meteoritok listája.
- A kisvarsányi meteoritről a Természettudományi Múzeum adatbáziásban.